# 안녕, 프란체스카
《안녕, 프란체스카》는 2005년 1월 24일부터 2006년 2월 27일까지 방영된 문화방송 주간시트콤이다.
이 시트콤은 루마니아에서 일본으로 가려던 흡혈귀들이 잘못되어 한국으로 오게 되면서 일어나는 이야기로, 시즌 1 ~ 2은 노도철 PD와 신정구 작가가 주축이 되어 이끌었으며, 그 인기에 힘입어 시즌 3이 조희진 PD와 김현희 작가가 주축이 되어 제작되었다. 높지 않은 시청률에도 불구하고 기존의 시트콤과는 차별되는 흡혈귀라는 비현실적인 설정과 현실에 대한 풍자, 독특한 캐릭터로 광적인 마니아층을 확보하여 화제가 되었다.

## 시즌별 방송 기간 및 횟수
| 시즌 | 방송 기간                         | 방송 횟수 |
| ---- | --------------------------------- | --------- |
| 01기 | 2005년 2월 28일 ~ 2005년 5월 23일 | 12부작    |
| 02기 | 2005년 5월 30일 ~ 2005년 8월 22일 | 12부작    |
| 03기 | 2005년 9월 5일 ~ 2006년 2월 20일  | 24부작    |

## 줄거리

### 시즌 1
루마니아에서 거주하던 흡혈귀들이 멸족 위기가 닥치자 흡혈귀들의 대교주 앙드레는 세계 각지에 있는 안전 가옥으로 흡혈귀들을 피신시킨다. 왕고모 소피아(박슬기 분)를 비롯해, 프란체스카(심혜진 분), 엘리자베스(정려원 분), 켠(이켠 분) 등이 한 조가 되어 배를 타고 일본 도쿄로 향했으나 잘못되어 인천항에 도착하게 된다. 이들은 낯선 대한민국 땅을 배회하다 불의의 사고를 당해 죽어가는 두일(이두일 분)을 발견하게 되자, 프란체스카는 어쩔 수 없이 두일을 물게 되어 두일은 뱀파이어의 일원이 된다. 그리고 이들은 막무가내로 안성댁 희진(박희진 분)의 집에 들어가 말많고 탈많은 한국 생활을 시작하게 된다.

### 시즌 2
루마니아로 떠난 줄 알았던 프란체스카 일행이 다시 서울로 돌아오고, 앙드레(신해철 분) 대교주까지 이들 일행에 합류하게 된다. 세계 각지로 뿔뿔이 흩어진 흡혈귀들 중에 프란체스카 일행만 유일하게 앙드레와 연락이 닿았고 그 때문에 앙드레도 같이 서울로 오게 된다. 마지막 회에서는 두일이 죽을 날이 얼마 남지 않았다는 사실을 가족들이 알게 되고, 가족들은 두일을 편하게 보내주기 위해 가슴 아픈 이별을 준비하는 과정을 담았다. 스페셜 방송분에서는 두일과 뱀파이어 일행들의 우연한 만남과 뱀파이어들의 비밀스런 과거를 담았다.

### 시즌 3
뱀파이어 헌터가 나타나게 되자 앙드레 대교주는 다시 흩어져 있는 흡혈귀들의 규합을 명한다. 한국에 돌아온 소피아는 프란체스카, 이사벨(김수미 분), 다이애나(현영 분)를 모으고 앙드레가 보내준 보디가드 다니엘(강두 분)과 함께 살게 된다. 그 와중 소피아는 아이를 주워오게 된다. 과거 아이에 대한 아픈 기억이 있었던 프란체스카는 그 아이를 키우기 시작하고 하루 만에 그 아이(이인성 분)는 10살짜리 초등학생으로 성장해 뱀파이어 가족들에게 불안감을 안겨준다. 하지만 모두의 우려에도 불구하고 프란체스카는 인성을 훌륭하게 키워나가기 시작하고 가족의 일원으로서 자리잡게 만든다.

## 등장인물

### 주요 인물

#### 시즌 1 ~ 2
- 심혜진 : 프란체스카 역

흡혈귀 경력 500년. 30대 후반의 외모를 지녔으며, 자신의 옛 사랑과 닮은 두일을 살리려고 두일을 물어 뱀파이어로 만든다. 고스톱과 스크린 경마를 비롯 여러 도박에 관심이 많다. 비둘기를 닭고기 요리로 기막히게 만들어 실제로 닭집을 열기도 했다. 살아생전 백정이었으며 사람들로부터 '정육 여인'이라 불리던 사람이었다. 이런 특성 때문에 고기를 기가막히게 잘 다루고 그래서 비둘기 닭요리로 대박을 치기까지 했다. 그러던 어느날 늦은밤, 두일을 닮은 옛 사랑 아르테니 백작을 뱀파이어 성에서 기다리다 앙드레에게 물려 뱀파이어가 되었다. 호그와트에 있는 세인트 루시퍼 매직스쿨을 우수한 성적으로 졸업했으며, 흑마술과 고문, 교살을 배웠다고 한다. 장래희망은 의사와 변호사이다.앙드레 대교주에게 하사받은 정절 도끼를 몸 어딘가에 항상 지니고 다닌다.
- 이두일 : 이두일 역

운전 면허는 스무 번 만에 따고 나이 마흔이 되도록 직급은 대리인데다가 월급은 150만 원밖에 안되는 불운한 한국 남성이다. 그래도 마음만은 착하다. 흡혈귀는 한번에 됐다. 가장 시청자와 가까이 있는 존재로, 돈은 벌어오지만 가정 내에서는 소외된 가장에 비유된다. 하지만 가족을 위하고 배려하는 마음에 뱀파이어들은 그를 진정한 가장으로 인정하기 시작한다. 시즌2 마지막에선 프란체스카와의 안타까운 이별로 생을 마감한다.
- 정려원 : 엘리자베스 역

애칭 '엘리'. 흡혈귀 경력은 프란체스카와 같은 500년. 외모는 20대. 남자를 밝히지만 제대로 된 연애에 성공하지는 못한다. 장샘의 부티크에서 일을 하고 있으며 낭비벽이 심하다. 패션감각이 뛰어나며 후반부 다니엘과의 이룰수 없는 사랑이야기가 나오면서 엘리의 과거 밝혀지게 된다. 또한 아름다운 뱀파이어 순위 1위를 달리는 뱀파이어다. 가끔 버릇처럼 나오는 반말때문에 왕고모와 대교주에게 혼나기도 한다.
- 이켠 : 켠 역

정식 명칭은 '켜니쿠스'. 200세. 사람 피가 모자라는 시절이라 닭피를 먹여 키워서 지능은 닭대가리 수준이다. 동성애적 코드가 심어져있는 캐릭터이기도 하다. (바보이기 때문에 그냥 넘어간다)
- 박슬기 : 소피아 역

1875세. 이야기 중 여러 모로 나이가 왔다갔다하기도 했지만 시즌2의 제목에서 확정되었다. 흡혈귀들의 왕고모. 16세 때 흡혈귀가 되었다. 앙드레 대교주와는 연인 사이. 가정 내에서 웃어른들의 머리 위에 있으려는 아이에 비유된다. 생긴건 애지만 흡혈귀 내에서의 서열은 앙드레 대교주 다음가는 서열 2위다. 노래 실력이 꽤 좋다. 본명은 소피아 라우드니스 발라케스 발체 샤발라 꽁띠 마네리아이다.
- 박희진 : 안성댁 역

47세. 본인은 44세라고 한다. 고향은 경기도 안성. 전형적인 꽃뱀이며 닉네임은 이문동 붉은 거미. 시즌 1에서는 두일의 가족이 세들어 사는 집의 주인. 시즌2에서는 꽃뱀 양성 학원 'F&S 촤밍 스쿨'의 원장. 최고의 인기어 '이게 왠 당황스러운 시추에이션' 켠을 좋아한다. 꽃뱀이 된 이유는 자신을 배신한 도시 남자에게 충격을 받고 시름시름 앓다가 정말로 꽃뱀에 물려서 꽃뱀이 되었다.
- 신해철 : 앙드레 역

굽 높은 신발을 신고 다닌다. 흡혈귀들의 대교주. 본인이 말하는 본업인 사기꾼의 성격이 강하다. 타고난 역마살로 해외의 연예인들과 스캔들이 나기도 한다. 걸핏하면 가족들의 생활비를 들고 도주하는 등 소피아의 속을 썩이고 있다. 도박중독이 심한데 자신의 성(城)을 팔아 하루만에 도박에 탕진한 적도 있으며 프란체스카를 물어서 프란체스카가 앙드레가 갖고 있던 도박중독 습성을 그대로 전수받는다. 시즌 2에서는 두일의 퇴직금을 들고 날라 브리트니 스피어스와 신문에 스캔들이 나기도 했다. 그것은 두일을 강하게 키우기 위해서였다고 말해 나중에 개잡듯 맞게된다.

#### 시즌 3
- 심혜진 : 프란체스카 역 (가명 박봉곤[2])

시즌 3에서는 인성의 엄마로써 모성애를 보여주는 프란체스카로 등장한다. 하지만 재료가 떨어졌단 말에 인성이가 비둘기를 싹다 잡아오는 바람에 치킨집이 망하게 되고, 후에 군고구마 장사를 하게 된다. 또한 시즌 3에서는 스크린 경마를 즐기기도 한다. 프란체스카의 복숭아 뼈가 섹시하다고 집주인 영감이 극찬한다.
- 김수미 : 이사벨 역

흡혈귀 경력 500년. 원래 외모는 프란체스카와 같은 나잇대지만 카사노바에게 한순간 정기를 빼앗겨 60대 모습으로 변했다. 카사노바에게 물리기전에는 가장 아름답고 도도한 뱀파이어였다. 프란체스카와 사이가 좋지 않은 이유는 카사노바와의 삼각 관계때문인데 카사노바가 이사벨을 선택했다는 왕고모 소피아의 증언이 있다.
- 김창열 : 카를로스 역 (15회부터 등장)

다이아나의 하나밖에 없는 남부끄러운 오빠. 뱀파이어계에서 이사벨과 같이 개껍데기파로 막역지우다. 프란체스카를 좋아하고 있으며, 대교주에게 주먹질하다 지하감옥에 갇혔다가 출소했다.
- 현영 : 다이아나 역 (가명 현영)

나이 약 300세. 인간이 되고 싶어하는 뱀파이어로, 타고난 섹시 몸매와 열혈남아 다 녹이는 코맹맹이 소리로 인간의 마음을 조롱하는 뱀파이어 중의 뱀파이어다. 패션감각이 꽤 뛰어난 뱀파이어로 마지막엔 연예인으로 데뷔한다.
- 박슬기 : 소피아 역 (가명 박슬기)

시즌 1 ~ 2에 비해 시즌 3에서는 비중이 약간 줄었지만 왕고모로서의 본 모습을 많이 보여주었고 어른스러운 대사를 많이 들려주었다.
- 강두 : 다니엘 역

뱀파이어 헌터로부터 가족을 지키키 위해 안드레가 보낸 보디가드. 보기와는 다르게 겁이 많고 먹을 것을 밝힌다. 하지만 어떠한 상황에 부딪히면 과거가 떠오르면서 최고의 싸움 실력을 발휘한다. 하지만 깨어나면 기억을 못한다. 기억을 잃게 된 과거 있다.
- 이인성 : 인성 역

뱀파이어와 인간 사이에서 태어난 혼혈아. 범상치 않은 눈빛과 싸늘한 표정으로 각종 문제로 몰고 다니는 이단아. 프란체스카의 아들이 되어 생활하면서 치킨집을 망하게 하는등 웃픈 사건을 만든다. 뱀파이어 헌터가 될 운명을 지녔지만 마지막회 프란체스카를 지키고 헌터와 싸우다가 인간 아기로 다시 태어나게 된다.

### 주변 인물

#### 시즌 1 ~ 2
- 이수나 : 이수나 역

미용실 핑크레이디 오너. 비광신의 비호를 받아 고스톱을 잘 친다. 프란체스카를 깜장드레스라고 부르며 서로 천적 관계이다. 골치 아픈 아들과 딸이 있다. 손이 정말 매워서 아들역으로 나온 배우 이용주가 너무 아파했다.
- 장광효 : 장샘 역

의상 디자이너. 엘리자베스가 취직해 있는 부티끄의 오너이다. 연기를 못한다고 하지만 인기 있다. 이수나를 좋아한다. 연기자의 실제 직업도 의상 디자이너이다.
- 김원철 : 김원철 역

건축사무소 소장. 장샘과 함께 이수나를 사이에 놓고 서로 다툰다. 장샘과 마찬가지로 실제 건축사무소 소장.
- 이용주 : 용주 역

핑크레이디 이수나의 아들로, 영화감독 지망생이다. 켠과는 비디오 가게에서 우연히 만나 액션 마니아로 통하며 친구가 된다. 켠과 비슷하게 엉뚱하면서 약간은 모자란 듯하다. 안성댁을 보고 한눈에 반한다.
- 기성주[3] : 기성주 역

증권계의 젊은 황태자로, 엘리자베스에게 첫눈에 반한다. 음악에 대한 감성이 뛰어나고, 특히 〈엘리자를 위하여〉 곡이 흐르면 ‘미레미레 미시레도라~’를 따라 부르며 이상한 행동을 한다. 프란체스카가 첫눈에 반한다.
- 이주현 : 이주현 역

문화그룹 후계자. 우연히 프란체스카를 보고 첫눈에 반해 고백하지만 거절당한다. 이후 집을 나와 프란체스카네에 와서 지내게 된다.
- 조혜련 : 구파발 물미역 역

안성댁과 같은 업종에 있는 동료. 켠의 친구 용주를 보고 첫눈에 반하며, 켠은 혜련에게 반한다. 이수나의 선배이다.
- 최은경 : 화양리 겨울 족제비 역

안성댁의 꽃뱀 스승으로, 입에 걸레를 물고있는듯한 더러운 입은 여전하다고 안성댁이 극찬(?)한다. 양박사님으로부터 전신을 성형했다고 남자는 여자의 등골을 빼먹는 속물들이라고 말한다. 밥값은 안성댁보고 내라하는 은근 짠순이다.
- 홍지영 : 홍미미(홍미숙) 역

안성댁이 어려서 버린 딸로, 극중 '꼭 한번 만나고 싶다'를 통해 엄마를 찾는다. 안성댁의 돈을 보고 접근하여 돈을 가지고 도망치려고 기회를 본다.
- 이언정 : 빅토리아 역 (21화에 처음 등장)

뱀파이어계의 여전사. 나이 2,000살. 과거 앙드레를 두고 소피아와 연적 관계였다. 지금도 소피아와는 사이가 좋지 못하다. 섹시한 타입으로, 잔혹하고 거만한 성품. 인간을 먹잇감 정도의 매우 하찮은 존재로 여긴다. 앙드레 대교주의 인간 흡혈 금지령때문에 개피만 마셨더니 성격이 개처럼 변했다고 한다.

#### 시즌 3
- 김도향 : 도향 역

뱀파이어 가족이 사는 집의 주인. 귀신이 사는지 모르고 세를 든 사람들이 죽어나가면 보증금으로 받은 돈을 가로챈다. 도사 같은 외모와는 반대로 변태짓을 하며 사람들에게 일수놀이를 하면서 '인간 흡혈귀'로도 불린다.
- 이수나 : 이수나 역

시즌 1 ~ 2에 이어 3에도 계속 나왔다.
- 여운계 → 채연 : 운계 역

이사벨처럼 카사노바에게 물려 정기를 빼앗기는 바람에 24살의 나이임에도 불구하고 외모는 60대. 카사노바에게 복수를 다짐하고 이사벨보다 한발 빠르게 젊음을 되찾는다. 젊음을 되찾은 이후의 모습은 아주예쁜 채연을 변신하고. 평소 짝사랑하던 다니엘을 기절시켜 루마니아로 데려간다.
- 유태웅 → 윤문식 : 카사노바 역

이사벨과 운계의 정기를 빼앗아 젊음을 되찾았다. 그러나 운계에게 다시 젊음을 빼앗겼다. 젊음을 빼앗긴 이후의 모습은 윤문식 변신을하였다.
- 최규환 : 최규환 역

형사. 현영과 연인 사이.
- 최은경 : 수지의 어머니 역 - 인성과 같은 반 아이의 엄마로 허영심이 많다.
- 전영미 : 인성의 담임선생님 역
- 심은경 : 시즌 2에서는 앞이 보이지 않는 두일의 어릴적 첫사랑으로 나오는데, 시즌 3에서는 인성과 같은 반 친구 역 - 핑크레이디의 손녀

### 그 외 인물

#### 시즌 1 ~ 2
- 한태일 : 안성댁이 재산을 노리고 접근한 회장 역
- 김태영 : 두일이 분유를 훔치려다 걸려 잡혀간 파출소 경찰 역
- 맹봉학 : 안성댁에게 음식값을 덤터기 쓴 남자 역

#### 시즌 3
- 김지석 : 이사벨에게 반하는 남자 역. 허나 몸이 무척이나 허약해서 이사벨이 자신의 피를 수혈을 해주게 된다.
- 맹봉학 : 삼순의 아버지[4] 역 - 두일의 부탁으로 프란체스카를 찾아와, 과거에 얽매이지 말라고 조언함.
- 이선균 : 이사벨의 돈을 노리고 접근하는 남자 역
- 박명수 : 길거리 치킨 장수 역
- 정상훈 : 상훈 역 - 프란체스카네가 가족 대행해준 고객
- 박탐희 : 상훈의 예비신부 역
- 양택조 : 신부측 가짜 아버지 / 수지네 할아버지 영혼 (귀신) 역
- 김국진 : 인성의 담임선생님 역 - 프란체스카 가족들에게 납치당하고 프란체스카랑 결혼했다고 조작함.

### 특별출연 및 카메오

#### 시즌 1
- 김구라 : 부동산업자 역 - 프란체스카의 가족들에게 안성댁 집을 소개함. (1화)
- 토니 안 : 본인 역 - 장샘 부티끄의 고객으로 엘리자베스가 누구인지 몰라봄. (2화)
- 춘자 : 본인 역 - 장샘 부티끄의 고객으로 엘리자베스가 팬이라면 달려듦. (2화)
- 한상규 : 공무원 사칭 사기꾼 역 - 음식물 쓰레기통을 주겠다는 미끼로 홍삼액을 팔려는 사기꾼 (4화)
- 최은경 : 화양리 겨울족제비 역 - 안성댁에게 남자를 꼬시는 법을 가르쳐준 선배 사기꾼 (5화)
- 노홍철 : 취객 역 - 프란체스카네가 살고 있는 승합차에 택시인 줄 알고 타는 취객 (7화)
- 김흥국 : 노숙자 역 (7화)
- 이연경 : 이연경 역(아역 심은경) - 두일의 첫사랑 (11화, 12화)
- 최윤영 : ‘꼭 한번 만나고 싶다’의 진행자 역 (11화)

#### 시즌 2
- 정경순 : ‘건방진 금자씨’ 시사회 관객(4화) / 프란체스카가 가사도우미하려 간 집 주인 (5화)
- 이지희 : 본인 역 - 섹션TV 리포터 (4화)
- 최문순 : 본인 역 - 문화방송 사장 (5화)
- 전영미 : 직업소개소 소장 (5화)
- 민경조 : 소피아가 우유를 훔치려다 걸린 집 주인 (5화)
- 김수미 : F&S 촤밍스쿨에 특별 수강을 하러왔다 반발을 일으킨 화양리 젖은 스타킹역 (5화)
- 김도향 : 두일의 경비원 동료 (6화)
- 록 밴드 스키조 : 본인들 역 - 두일과 프란체스카 결혼식 축가 (8화)
- 배철수 : 목소리 출연 (9화)
- 김경식 : 김경식 역 - 불륜 전문 파파라치 (10화)
- 다니엘 헤니 : 다니엘 역 (12화)
- 정형돈 : 거북도사 역 (13화)
- 이매리 : 마트 손님 역 (13화)
- 박선주 : 본인 역 - 안성댁이 출연한 영화 ‘건방진 금자씨’ 속 가수 (13화)
- 김현정 : 검사 역 (14화)
- 김진 : 김진 역 - 카드연체자 (15화)

#### 시즌 3
- 손범수 : 뉴스 앵커 역 (1화)[5]
- 김완선 : 하얀 드레스 복장의 연쇄살인범 역 (2화)
- 렉시: 바의 가수 역 (2화)
- 이휘재 : 변호사 이영재 역 (3화)
- (사)한국밸리댄스협회 회원들 : 본인들 역 (4화)
- 마이 앤트 메리 밴드 : 본인들 역 (5화)
- 김민교 : 고시원생 역 (6화)
- 양혜승 : 타로 카드 점쟁이 역 (7화)
- 트롯댄스그룹 바나나 : 본인들 역 (6화, 8화, 10화, 12화, 14화, 16화 ~ 18화, 21화)
- 임백천 : 가요 프로그램 진행자 역 (11화, 13화)
- 김정민 : 김정민 역 - 인성의 새로 온 담임선생님 (11화)
- 이재은 : 이재은 역 - 이자벨을 대신해서 음악방송 중에 〈젠틀맨〉을 부르는 가수 (11화)
- 윤문식 (13화)
- 채연 (13화)
- 표진인 : 정신과 의사 역 (14화)
- 이지희 : 결혼정보회사 커플매니저 역 (15화)
- 김학도 : 김흥국과 이덕화의 성대모사 (15화, 목소리 출연)
- 안지환 (18화)
- 이채 (21화)

## 시즌별 에피소드 목록

### 시즌 1
| 2005년 | 2005년    | 2005년        | 2005년                                       |
| 회차   | 방송 일자 | 에피소드 제목 | 에피소드 제목                                |
| ------ | --------- | ------------- | -------------------------------------------- |
| 1      | 1월 24일  | 1             | 피의 아들이여~                               |
| 1      | 1월 24일  | 2             | 르네상스풍도 아닌 것이 바로크 풍도 아닌 것이 |
| 2      | 1월 31일  | 3             | 우린...사람이다!                             |
| 2      | 1월 31일  | 4             | 너에게 무엇으로든 보답하고 싶어              |
| 3      | 2월 14일  | 5             | 묘하게 미끌거리고 낯선 명절                  |
| 3      | 2월 14일  | 6             | 두일은 자꾸 자려고만 한다                    |
| 4      | 2월 21일  | 7             | 주니어라 부르겠어요                          |
| 4      | 2월 21일  | 8             | 오늘 밤만 여자할게                           |
| 5      | 2월 28일  | 9             | 당신은 정말 착한 여자군요                    |
| 5      | 2월 28일  | 10            | 켠은 다정한 사람을 좋아한다                  |
| 6      | 3월 7일   | 11            | 대부분의 인간 남자는 프란체스카를 좋아한다   |
| 6      | 3월 7일   | 12            | 이건 우리 식구들의 희망이란 말이에요!!       |
| 7      | 3월 14일  | 13            | 오늘 밤도 편안히들 주무시고 계시는지         |
| 7      | 3월 14일  | 14            | 오늘 밤도 편안히들 주무시고 계시는지         |
| 8      | 3월 28일  | 15            | 그곳엔 니가 찾는 행복이 있을 거야            |
| 8      | 3월 28일  | 16            | 이 세상에 영원한 비밀은 없어요               |
| 9      | 4월 4일   | 17            | 난 밖에 있었고 그는 안에 있었지              |
| 9      | 4월 4일   | 18            | 누군가에게 미안한 기분이 드는 밤 9시         |
| 10     | 4월 11일  | 19            | 3미터 떨어져 그들을 바라보자                 |
| 10     | 4월 11일  | 20            | 뱀파이어와의 데이트                          |
| 11     | 4월 18일  | 21            | 그 여자, 미미!                               |
| 11     | 4월 18일  | 22            | 그 여자, 연경!                               |
| 12     | 4월 25일  | 23            | 나는 눈물도 아까운 남자입니다                |
| 12     | 4월 25일  | 24            | 나는 눈물도 아까운 남자입니다                |

### 시즌 2
| 2005년 | 2005년    | 2005년        | 2005년                                       |
| 회차   | 방송 일자 | 에피소드 제목 | 에피소드 제목                                |
| ------ | --------- | ------------- | -------------------------------------------- |
| 13     | 5월 2일   | 25            | 켠, 이상한 모험을 하다                       |
| 13     | 5월 2일   | 26            | 사랑의 힘은 참 위대한가 보군요               |
| 14     | 5월 9일   | 27            | 안성댁의 사랑은 참으로 위대하다              |
| 14     | 5월 9일   | 28            | 봄은 사랑이 넘쳐나는 계절이다                |
| 15     | 5월 16일  | 29            | 돈 없으면 집에 가서 빈대떡이나 부쳐 먹자     |
| 15     | 5월 16일  | 30            | 1875 혹은 16                                 |
| 16     | 5월 23일  | 31            | 미래를 아는 자! 세상을 지배할 지어다         |
| 16     | 5월 23일  | 32            | 모든 삶이 시트콤 같지는 않아                 |
| 17     | 5월 30일  | 33            | F&S의 탄생                                   |
| 17     | 5월 30일  | 34            | 커피 하나, 설탕 열 프림 열!                  |
| 18     | 6월 6일   | 35            | 내 생의 가장 화창했던 일요일                 |
| 18     | 6월 6일   | 36            | 내 생의 가장 화창했던 일요일                 |
| 19     | 6월 13일  | 37            | 내일을 향해 쏴라                             |
| 19     | 6월 13일  | 38            | Easy Come Easy Go                            |
| 20     | 6월 20일  | 39            | 살고 있는 그들                               |
| 20     | 6월 20일  | 40            | 아무도 모르게...                             |
| 21     | 6월 27일  | 41            | 전사 빅토리아, 그녀의 귀환                   |
| 21     | 6월 27일  | 42            | 진심을 아는 자의 슬픔                        |
| 22     | 7월 4일   | 43            | 비 내리던 밤... 그대가 나에게...             |
| 22     | 7월 4일   | 44            | 뱀파이어의 결혼식                            |
| 23     | 7월 11일  | 45            | 어쩌면 영원하도록 슬픈 일                    |
| 23     | 7월 11일  | 46            | 뱀파이어로 산다는 건                         |
| 24     | 7월 18일  | 47            | 뱀파이어의 비밀                              |
| 24     | 7월 18일  | 48            | 뱀파이어의 비밀                              |
| 25     | 7월 25일  | 49            | 나는 비밀을 알고 있다                        |
| 25     | 7월 25일  | 50            | 우리에게도 시간은 흘러간다                   |
| 26     | 8월 1일   | 51            | 당신의 고단한 이마에 입을 맞추며             |
| 26     | 8월 1일   | 52            | 당신의 고단한 이마에 입을 맞추며             |
| 스페셜 |           |               |                                              |
| 1      | 8월 15일  | -             | welcome to 안녕, 프란체스카 World!! (명장면) |
| 2      | 8월 22일  | 1             | 이젠 당신을 따라갈 수도 없단 말이에요..      |
| 2      | 8월 22일  | 2             | 정육여인                                     |
| 2      | 8월 22일  | 3             | 누가 안성댁에게 돌을 던지랴!                 |
| 3      | 8월 29일  | 4             | 빨리해서 생긴 일                             |
| 3      | 8월 29일  | 5             | 가자! 일본으로!                              |
| 3      | 8월 29일  | 6             | 이미 시작된 인연..                           |

### 시즌 3
| 2005년 | 2005년    | 2005년        | 2005년                          |
| 회차   | 방송 일자 | 에피소드 제목 | 에피소드 제목                   |
| ------ | --------- | ------------- | ------------------------------- |
| 01     | 9월 5일   | 01            | 그들이 돌아왔다                 |
| 01     | 9월 5일   | 02            | 오늘부터 내 아들해라!           |
| 02     | 9월 12일  | 03            | 우리끼리 파티해요               |
| 02     | 9월 12일  | 04            | 그래도 우리는 이사벨을 좋아한다 |
| 03     | 9월 19일  | 05            | 꽃이 피면 지는 날도 있는 법     |
| 03     | 9월 19일  | 06            | 깊고 무거운 죄                  |
| 04     | 9월 26일  | 07            | 500년의 우정을 위하여           |
| 04     | 9월 26일  | 08            | 새치기는 나쁜 거야              |
| 05     | 10월 3일  | 09            | 몸은 늙어도 마음은 여자랍니다.  |
| 05     | 10월 3일  | 10            | 우리의 정체를 알고 있을까?      |
| 06     | 10월 10일 | 11            | 나, 애랑이라니까                |
| 06     | 10월 10일 | 12            | 불쌍해도 너무 불쌍한 그녀       |
| 07     | 10월 17일 | 13            | 노노레따 (Non Ho Leta)          |
| 07     | 10월 17일 | 14            | 인간을 사랑한다는 것            |
| 08     | 10월 24일 | 15            | 고마워, 프란체스카              |
| 08     | 10월 24일 | 16            | 그녀의 고단한 까만 발바닥       |
| 09     | 10월 31일 | 17            | 투쟁의 선봉에 서다!             |
| 09     | 10월 31일 | 18            | 내 생애 가장 아름다운 하루      |
| 10     | 11월 7일  | 19            | 정의는 외로운 법                |
| 10     | 11월 7일  | 20            | 장밋빛 인생                     |
| 11     | 11월 14일 | 21            | 내가 오리지날 젠틀맨이다        |
| 11     | 11월 14일 | 22            | 즐거운 우리 집                  |
| 12     | 11월 21일 | 23            | 내 아들의 여자친구              |
| 12     | 11월 21일 | 24            | 안녕, 이사벨!                   |
| 13     | 12월 5일  | 25            | 사랑, 이별 그리고 배신          |
| 13     | 12월 5일  | 26            | 사랑, 이별 그리고 배신          |
| 14     | 12월 12일 | 27            | 산은 산이요 물은 물이다         |
| 14     | 12월 12일 | 28            | 무엇을 도와드릴까요?            |
| 15     | 12월 19일 | 29            | 산타도 줄 수 없는 선물          |
| 15     | 12월 19일 | 30            | 헬로! 미스터 까를로스           |
| 16     | 12월 26일 | 31            | 가는 세월 그 누구가..           |
| 16     | 12월 26일 | 32            | 가는 세월 그 누구가..           |
| 2006년 |           |               |                                 |
| 17     | 1월 2일   | 33            | 긴 칼 옆에 차고...              |
| 17     | 1월 2일   | 34            | 그 해 겨울은 따뜻했네           |
| 18     | 1월 9일   | 35            | 내가 웃는 게 웃는 게 아니야     |
| 18     | 1월 9일   | 36            | 행복 장의사로 오세요.           |
| 19     | 1월 16일  | 37            | 어린이셋트 먹을 나이는 지났어   |
| 19     | 1월 16일  | 38            | 딸들아, 일어나라!               |
| 20     | 1월 23일  | 39            | 지가 귀여우면 얼마나 귀여워?    |
| 20     | 1월 23일  | 40            | 파랑새는 가까이 있었다          |
| 21     | 1월 30일  | 41            | 미우나 고우나 이사벨            |
| 21     | 1월 30일  | 42            | 어둠 속의 목소리                |
| 22     | 2월 6일   | 43            | 안녕, 프란체스카                |
| 22     | 2월 6일   | 44            | 안녕, 프란체스카                |
| 스페셜 |           |               |                                 |
| 21     | 2월 20일  | -             | 안녕, 프란체스카                |

## 참고 사항
- 방송 전에는 《안녕, 클라라》라는 가제가 쓰였다.[6]
- 프란체스카 역으로 나온 심혜진은 SBS 《대박가족》에서 100회로 명기된 출연 계약에 따라[7] 2002년 8월 12일 방송분을 끝으로 하차한 뒤 해당 작품으로 3년 만에 시트콤 복귀를 했는데, 본 작품 《안녕, 프란체스카》 캐스팅으로 인해 SBS 《아내의 반란》 캐스팅 제의를 고사했다.
- 윤다훈이 캐스팅 물망에 올랐으나, 공전의 히트작인 《세 친구》에 기대기 싫어서 고사했다.[8]
- 2019년 개국한 MBC ON에서 재방영되었으며 박희진 (안성댁 역)이 해당 프로그램 등을 통해[9] 제 32회 한국방송대상 통합 코미디언상(26회부터 남-녀 코미디언상에서 변경) 수상(전체 7호-여자 최초 통합 코미디언상)의 영예를 안았다.

## 수상 경력
- 제 41회 백상예술대상 TV부문 예능작품상
- 제 32회 한국방송대상 통합 코미디언상(박희진)(해당 프로그램 外)(역대 7호-여자 1호)[10]